# Nossa Senhora da Luz (Santiago)

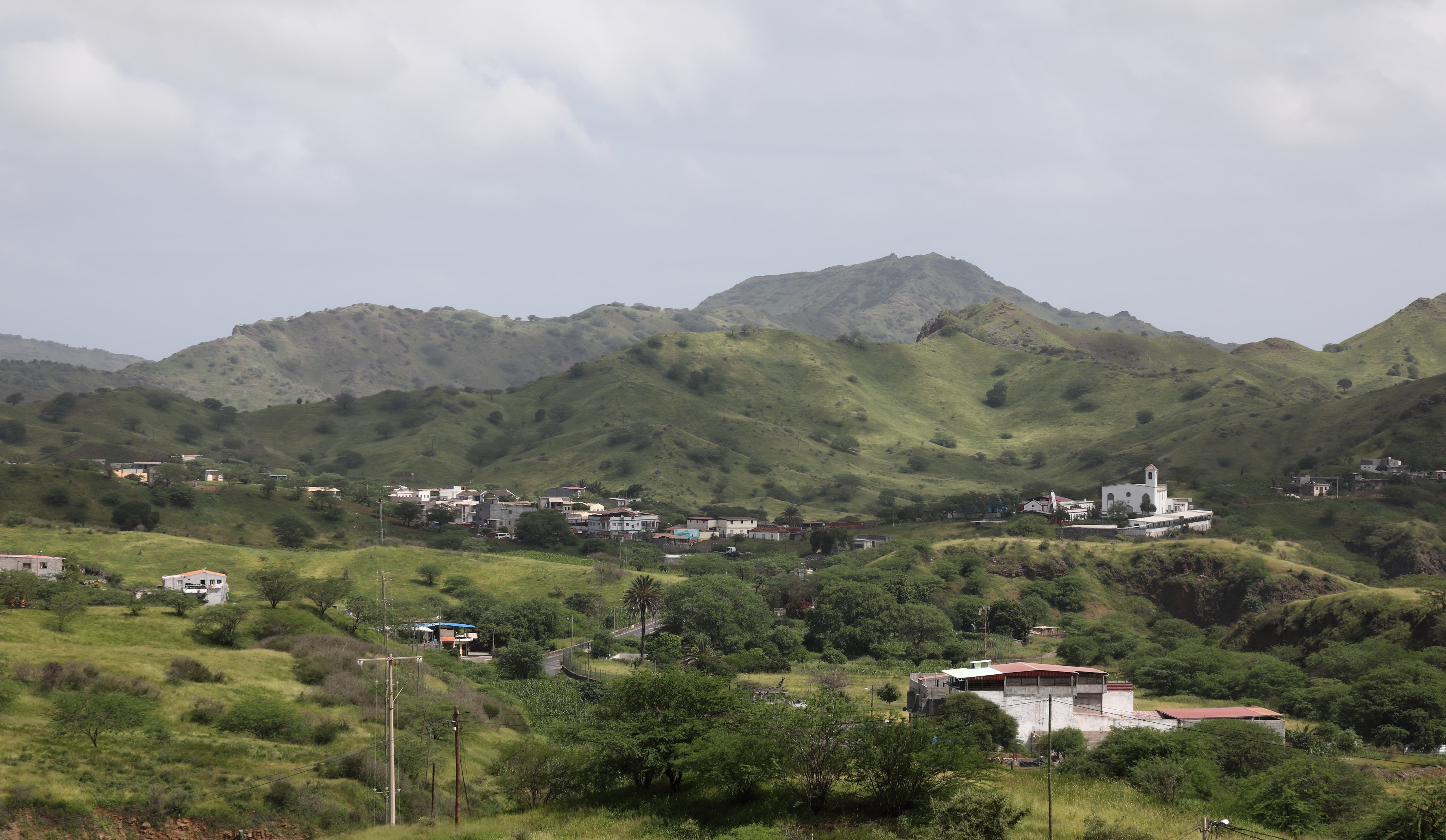
Imagem da localidade

Nossa Senhora da Luz é uma freguesia pertencente ao concelho de São Domingos, ilha de Santiago, Cabo Verde. A sua área geográfica coincide com a Paróquia de Nossa Senhora da Luz, onde é celebrado o feriado religioso e a comemoração do dia de Nossa Senhora da Luz  a 8 de setembro  de cada ano.

## Subdivisão
A freguesia é constituída pelas seguintes aldeias, de acordo com o censo de 2010:
Achada Baleia (pop: 376), Achada Lama (pop: 184), Baía (pop: 489), Cancelo (pop: 238), Capela (pop: 170), Chão de Coqueiro (pop: 256), Dobe-Tinca (pop: 196), Milho-Branco (pop: 607), Moia-Moia (pop: 205), Portal (pop: 135), Praia-Baixo (pop: 952), Praia Formosa (pop: 712) e Vale da Custa (pop: 378).